# Jaeschkea canaliculata
Jaeschkea canaliculata là một loài thực vật có hoa trong họ Long đởm. Loài này được (Royle ex G. Don) Knobl. mô tả khoa học đầu tiên năm 1894.